# کارارو
کارارو (به پرتغالی: Caruaru) یک منطقهٔ مسکونی در برزیل است که در پرنامبوکو واقع شده‌است. کارارو ۹۲۰٫۶۱ کیلومتر مربع مساحت و ۳۵۶٬۸۷۲ نفر جمعیت دارد و ۵۴۵ متر بالاتر از سطح دریا واقع شده‌است.

## خواهرخوانده
شهر هوف، آلمان خواهرخواندهٔ کارارو هست.